# Гаріна Анна
А́нна Га́ріна (нар. 1971, Київ, Українська РСР, СРСР) — українська фехтувальниця. Майстер спорту України міжнародного класу.

## З життєпису
Представляла місто Київ.
- Чемпіонат світу з фехтування 1993 — бронзові нагороди; шпага — командний турнір — Алла Миронюк, Гульнара Тухтарова, Анна Гаріна, Вікторія Титова[2]
- бронзова медаль на Чемпіонаті світу з фехтування 1998 року — Єва Виборнова, Вікторія Тітова, Алла Миронюк, Анна Гаріна (шпага, командний турнір)[3]
- дві медалі на Чемпіонаті Європи з фехтування, срібло 1998 року та бронза 2001 року
- переможниця і призерка Всесвітніх універсіад (1997 та 1999).